# Teó (escriptor)
Teó  (Theon, Θέων) fou un escriptor o gramàtic grec comentarista de Nicandre de Claros (segons Esteve de Bizanci) i considerat un metge per Fabricius, però potser el confon amb Teó d'Alexandria
Es pensa que va escriure uns comentaris sobre Apol·loni Rodi i Licofró de Calcis.